# Winchester Model 1887
Het Winchester Model 1887 is een lever-action hagelgeweer uit 1887. Het geweer is oorspronkelijk ontworpen door John Browning. Het werd vanaf het einde van de 19de tot begin van de 20e eeuw door de Winchester Repeating Arms Company geproduceerd.

## Herladen
Het herladen van het Winchester Model 1887 gaat als volgt:
1. De patronen worden van boven in het geweer geladen;
2. vervolgens wordt door het omleggen van de veiligheidspal ontzekerd;
3. om het wapen te herladen wordt de beugel onder de kolf naar voren geduwd en weer teruggehaald;
4. nu is een patroon gekamerd en kan door het overhalen van de trekker een schot gelost worden.